# 무라카미시
무라카미시(일본어: 村上市)는 일본 니가타현 북부의 동해와 접한 시이다.
차 재배의 북쪽 한계선으로 유명하다. 미모테강의 연어와 무라카미규가 명물이다. 세나미 온천과 아와시마 항로 등 관광도시의 측면이 강하다.

## 개요
니가타현 최북단에 있는 도시이며 이전에는 무라카미번의 성시로 번창했고 현재도 시중에 무사 마을, 상인 마을의 모습이 남아 있다. 면적은 1,174.24km2로 현내 최대이고 인구는 약 7만 명으로 쓰바메시에 이어 8위이다. 매년 7월 6일과 7일에는 현내 3대 축제 중 하나로 화려한 무라카미 대제(村上大祭)가 열린다. 2016년에는 「프로젝트 미래유산2016」이 선정되기도 했다.

## 지리
- 산: 일본국
- 하천: 아리카와강, 미오모테강

앞바다 약 10km 부근에 있는 아와시마섬은 이와후네군 아와시마우라촌에 속한다.

## 역사
- 1954년 3월 31일 - 이와후네군 무라카미정·이와후네정·세나미정·사베리촌·가미카이후촌이 합병해 시로 승격하였다.
- 2008년 4월 1일 - 이와후네군 아라카와정·가미하야시촌·아사히촌·산포쿠정이 합병해 새로운 무라카미시가 되었다.

## 교통

### 철도
- 동일본 여객철도
  - 우에쓰 본선
  - 요네사카선

### 도로
- 니혼카이토호쿠 자동차도
- 국도 제7호선
- 국도 제113호선
- 국도 제290호선
- 국도 제345호선

## 인구
| 연도 | 인구   | ±%     |
| ---- | ------ | ------ |
| 1920 | 65,589 | —      |
| 1930 | 71,714 | +9.3%  |
| 1940 | 74,324 | +3.6%  |
| 1950 | 92,840 | +24.9% |
| 1960 | 92,322 | −0.6%  |
| 1970 | 83,107 | −10.0% |
| 1980 | 80,206 | −3.5%  |
| 1990 | 76,511 | −4.6%  |
| 2000 | 73,902 | −3.4%  |
| 2010 | 66,427 | −10.1% |

## 기후
| 무라카미시의 기후                                            | 무라카미시의 기후 | 무라카미시의 기후 | 무라카미시의 기후 | 무라카미시의 기후 | 무라카미시의 기후 | 무라카미시의 기후 | 무라카미시의 기후 | 무라카미시의 기후 | 무라카미시의 기후 | 무라카미시의 기후 | 무라카미시의 기후 | 무라카미시의 기후 | 무라카미시의 기후 |
| 월                                                           | 1월               | 2월               | 3월               | 4월               | 5월               | 6월               | 7월               | 8월               | 9월               | 10월              | 11월              | 12월              | 연간              |
| ------------------------------------------------------------ | ----------------- | ----------------- | ----------------- | ----------------- | ----------------- | ----------------- | ----------------- | ----------------- | ----------------- | ----------------- | ----------------- | ----------------- | ----------------- |
| 역대 최고 기온 °C (°F)                                       | 14.8 (58.6)       | 21.5 (70.7)       | 23.1 (73.6)       | 30.3 (86.5)       | 32.1 (89.8)       | 34.6 (94.3)       | 37.2 (99.0)       | 39.9 (103.8)      | 38.4 (101.1)      | 33.7 (92.7)       | 25.8 (78.4)       | 20.9 (69.6)       | 39.9 (103.8)      |
| 일평균 최고 기온 °C (°F)                                     | 4.7 (40.5)        | 5.4 (41.7)        | 9.4 (48.9)        | 15.7 (60.3)       | 21.5 (70.7)       | 25.2 (77.4)       | 28.5 (83.3)       | 30.5 (86.9)       | 26.4 (79.5)       | 20.2 (68.4)       | 13.8 (56.8)       | 7.8 (46.0)        | 17.4 (63.4)       |
| 일일 평균 기온 °C (°F)                                       | 1.7 (35.1)        | 1.8 (35.2)        | 4.7 (40.5)        | 10.2 (50.4)       | 15.9 (60.6)       | 20.3 (68.5)       | 24.1 (75.4)       | 25.5 (77.9)       | 21.3 (70.3)       | 15.1 (59.2)       | 9.2 (48.6)        | 4.2 (39.6)        | 12.8 (55.1)       |
| 일평균 최저 기온 °C (°F)                                     | −1.0 (30.2)       | −1.4 (29.5)       | 0.4 (32.7)        | 4.7 (40.5)        | 10.7 (51.3)       | 15.8 (60.4)       | 20.4 (68.7)       | 21.3 (70.3)       | 17.1 (62.8)       | 10.6 (51.1)       | 5.0 (41.0)        | 1.0 (33.8)        | 8.7 (47.7)        |
| 역대 최저 기온 °C (°F)                                       | −9.6 (14.7)       | −11.0 (12.2)      | −7.5 (18.5)       | −5.8 (21.6)       | 2.2 (36.0)        | 6.6 (43.9)        | 10.3 (50.5)       | 12.3 (54.1)       | 6.2 (43.2)        | 1.6 (34.9)        | −2.3 (27.9)       | −6.9 (19.6)       | −11.0 (12.2)      |
| 평균 강수량 mm (인치)                                        | 220.9 (8.70)      | 147.4 (5.80)      | 133.9 (5.27)      | 115.4 (4.54)      | 128.5 (5.06)      | 132.1 (5.20)      | 240.6 (9.47)      | 180.2 (7.09)      | 184.5 (7.26)      | 202.4 (7.97)      | 246.8 (9.72)      | 255.0 (10.04)     | 2,215 (87.20)     |
| 평균 강수일수 (≥ 1.0 mm)                                     | 25.8              | 21.4              | 18.5              | 13.2              | 12.2              | 10.5              | 13.6              | 11.2              | 13.8              | 15.8              | 19.6              | 24.4              | 200               |
| 평균 월간 일조시간                                           | 33.2              | 55.8              | 112.7             | 165.3             | 193.0             | 179.5             | 158.2             | 201.2             | 147.2             | 131.3             | 80.8              | 41.2              | 1,499.4           |
| 출처: 일본 기상청 (평년값: 1991년~2020년, 극값: 1978년~현재) |                   |                   |                   |                   |                   |                   |                   |                   |                   |                   |                   |                   |                   |